# Philip White
Philip White (Madrid, ...) è un compositore spagnolo.
Ha composto musiche per film e serie televisive, tra cui: The Keeper, Madea: il ritorno e Supernatural.

## Filmografia parziale

### Cinema
- The Keeper, regia di Keoni Waxman (2009)
- Last Night - Morte nella notte (Against the Dark), regia di Richard Crudo (2009)
- Boo 2! A Madea Halloween, regia di Tyler Perry (2017)
- Inganni online (Nobody's Fool), regia di Tyler Perry (2018)
- Jexi, regia di Jon Lucas e Scott Moore (2019)
- A casa dei Loud: Il film (The Loud House Movie), regia di Dave Needham (2021)
- Madea: il ritorno (A Madea Homecoming), regia di Tyler Perry (2022)

### Televisione
- Supernatural - serie TV, 9 episodi (2018-2020)